# Mistrzostwa Świata w Kajakarstwie Górskim 1979
16. Mistrzostwa świata w kajakarstwie górskim odbyły się w dniach 30 czerwca – 8 lipca 1979 w kanadyjskim Jonquière. Zawodnicy rywalizowali ze sobą w ośmiu konkurencjach: czterech indywidualnych i czterech drużynowych.

## Końcowa klasyfikacja medalowa
| Miejsce | Państwo           | Złoto | Srebro | Brąz | Razem |
| ------- | ----------------- | ----- | ------ | ---- | ----- |
| 1       | Stany Zjednoczone | 4     | 1      | 2    | 7     |
| 2       | Austria           | 1     | 2      | 0    | 3     |
| 2       | RFN               | 1     | 2      | 0    | 3     |
| 4       | Bułgaria          | 1     | 1      | 1    | 3     |
| 5       | Polska            | 1     | 0      | 1    | 2     |
| 6       | Francja           | 0     | 2      | 0    | 2     |
| 7       | Szwajcaria        | 0     | 0      | 3    | 3     |
| 8       | Czechosłowacja    | 0     | 0      | 1    | 1     |

## Medaliści
| Konkurencja:           | Złoto:                                                                                                  | Srebro:                                                                                               | Brąz:                                                                                                 |
| C-1 mężczyzn           | Jon Lugbill                                                                                             | David Hearn                                                                                           | Bob Robison                                                                                           |
| C-1 drużynowo mężczyzn | Stany Zjednoczone · Jon Lugbill · David Hearn · Bob Robison                                             | RFN · Jürgen Schnitzerling · Walter Horn · Udo Werner                                                 | Czechosłowacja · Milan Gába · Karel Třešňák · Karel Ťoupalík                                          |
| C-2 mężczyzn           | RFN · Dieter Welsink · Peter Czupryna                                                                   | Francja · Pierre Calori · Jacques Calori                                                              | Polska · Wojciech Kudlik · Jerzy Jeż                                                                  |
| C-2 drużynowo mężczyzn | Polska · Wojciech Kudlik i Jerzy Jeż · Jan Frączek i Ryszard Seruga · Zbigniew Czaja i Jacek Kasprzycki | Francja · Pierre Calori i Jacques Calori · Richard Hernanz i Mare Labedens · Jean Lamy i Robert Platt | Szwajcaria · Christoph Studer i Ernst Rudin · Martin Wyss i Roland Wyss · Hardy Künzli i Peter Probst |
| K-1 mężczyzn           | Peter Fauster                                                                                           | Eduard Wolffhardt                                                                                     | Richard Fox                                                                                           |
| K-1 drużynowo mężczyzn | Wielka Brytania · Richard Fox · Albert Kerr · Allan Edge                                                | Austria · Norbert Sattler · Peter Fauster · Eduard Wolffhardt                                         | Szwajcaria · Milo Duffek · René Zimmermann · Martin Brandenburger                                     |
| K-1 kobiet             | Cathy Hearn                                                                                             | Elizabeth Sharman                                                                                     | Linda Harrison                                                                                        |
| K-1 drużynowo kobiet   | Stany Zjednoczone · Cathy Hearn · Linda Harrison · Becky Judd                                           | RFN · Ulrike Deppe · Elke Dietze · Gabriele Köllmann                                                  | Szwajcaria · Kathrin Weiss · Sabine Weiss · Alena Kucera                                              |